# Alfred C. Woolner

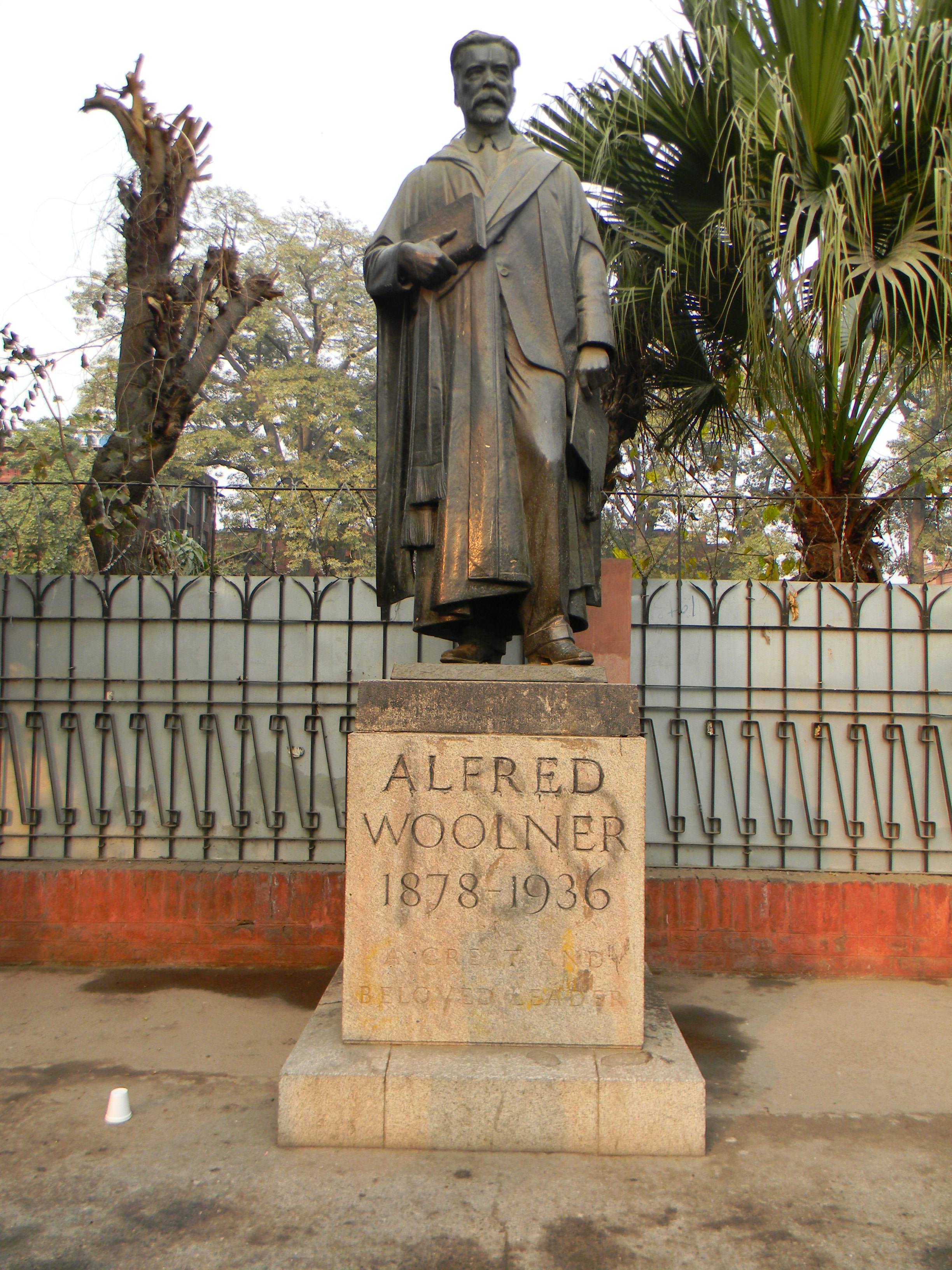

Alfred Cooper Woolner (mayo de 1878 - 7 de enero de 1936) fue un notable sanscritólogo y profesor pakistaní, y el vicecanciller de la Universidad del Punyab en Lahore.

## Punjab University
Woolner trabajó como director de la biblioteca de la Universidad desde 1902 hasta 1928.
En 1903, fue convertido en principal (rector) y registrar.
Desde 1928 a 1936, sirvió como vicecanciller de la universidad.

## Monumentos
En su honor se nombró la colección de más de 8500 antiguos manuscritos sánscritos e hindis, en la Biblioteca de la Universidad de Punyab.
La única estatua que aún subsiste intacta del raj británico (la era colonial del Imperio británico) en Lahore es la de Woolner, que se encuentra enfrente del Departamento de Farmacia de la Universidad de Punyab.

## Fallecimiento
Woolner falleció en Lahore y está enterrado en Gora Kabristan, sobre la carretera Jail Road (dentro de la ciudad).

## Obras
- Introduction to prakrit.[5] (‘introducción al prácrito’). Nueva Delhi: Motilal Banarsidass, 1999. ISBN 81-208-0189-X.
- Languages in history and politics. Londres: Oxford University Press, 1938.